# The Snowman (película)
The Snowman es un cortometraje mudo de 1908 dirigido por Wallace McCutcheon. Fue una de las primeras películas interpretadas por Robert Harron, que se convirtió luego uno de los actores más famosos del cine mudo y uno de los intérpretes preferidos de D. W. Griffith.

## Producción
La película fue producida por American Mutoscope & Biograph.

## Distribución
Distribuido por American Mutoscope & Biograph, la película salió en las salas cinematográficas EE. UU. el 19 de febrero de 1908.